# Res Publica Christiana

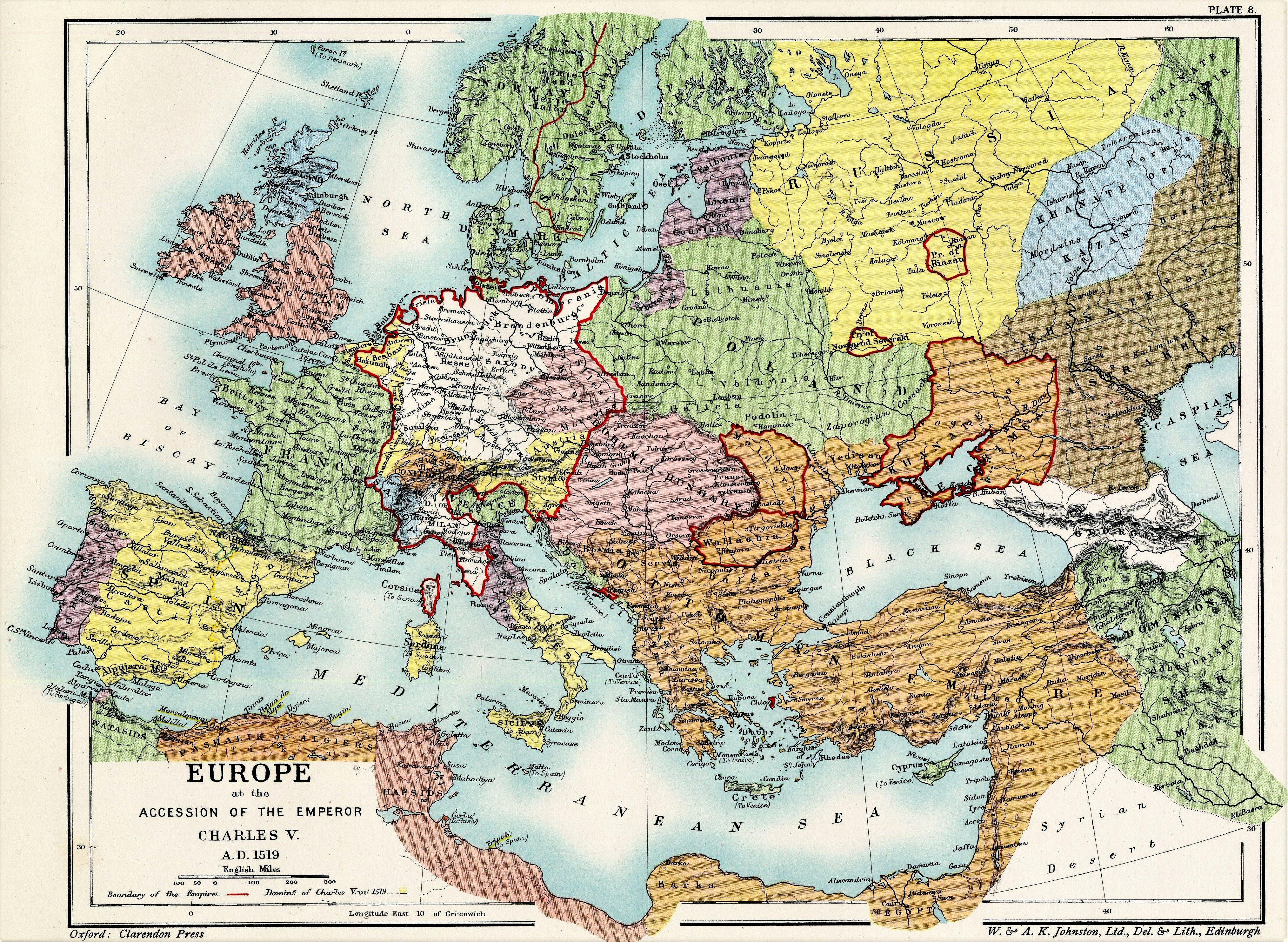
Europa el 1519.

Res publica Christiana o Christianitas és una frase llatina que combina la idea de la res publica Cristiana, per descriure la comunitat mundial del cristianisme i el seu benestar i pau. La paraula "cristiandat" té unes connotacions similars.
Aquesta frase es troba sobretot en l'encíclica christianae Republicae Salus, un document de l'Església que condemna la indiferència volteriana i maçònica en matèria de religió.
Durant l'edat mitjana aquesta frase era utilitzada per referir-se al conjunt de l'Europa catòlica. Basat en la idea de la civitas christiana, presentada el 1306 per Pierre Dubois, conseller del rei de França Felip IV el Bell, en un treball sobre la recuperació de Terra Santa. També suposa la creació de la Cort d'Arbitratge, que pot ser considerat com el prototip de l'actual sistema judicial internacional.